# Henryk Szymanowski
Henryk Szymanowski (* 11. dubna 1952, Krakov) je bývalý polský fotbalista, obránce. Jeho starším bratrem je polský fotbalový reprezentant Antoni Szymanowski.

## Fotbalová kariéra
V polské nejvyšší soutěži hrál za Wislu Krakov, nastoupil ve 230 ligových utkáních, dal 3 góly a v roce 1978 získal s týmem mistrovský titul. Kariéru končil v Cracovii Krakov a rakouské nižší soutěži v týmu SV Langenrohr. V Poháru mistrů evropských zemí nastoupil ve 4 utkáních a v Poháru UEFA nastoupil v 6 utkáních. Za polskou reprezentaci nastoupil v roce 1979 v přátelském utkání s Rumunskem.

## Ligová bilance
| Ročník                   | Zápasy | Góly | Klub            |
| ------------------------ | ------ | ---- | --------------- |
| 1. polská liga 1970/1971 | 3      | 0    | Wisla Krakov    |
| 1. polská liga 1971/1972 | 3      | 0    | Wisla Krakov    |
| 1. polská liga 1972/1973 | 13     | 0    | Wisla Krakov    |
| 1. polská liga 1973/1974 | 26     | 0    | Wisla Krakov    |
| 1. polská liga 1974/1975 | 28     | 0    | Wisla Krakov    |
| 1. polská liga 1975/1976 | 28     | 1    | Wisla Krakov    |
| 1. polská liga 1976/1977 | 29     | 1    | Wisla Krakov    |
| 1. polská liga 1977/1978 | 28     | 0    | Wisla Krakov    |
| 1. polská liga 1978/1979 | 13     | 1    | Wisla Krakov    |
| 1. polská liga 1979/1980 | 17     | 0    | Wisla Krakov    |
| 1. polská liga 1980/1981 | 11     | 0    | Wisla Krakov    |
| 1. polská liga 1981/1982 | 28     | 0    | Wisla Krakov    |
| 1. polská liga 1982/1983 | 3      | 0    | Wisla Krakov    |
| 1. polská liga 1983/1984 | 0      | 0    | Cracovia Krakov |
| 2. polská liga 1984/1985 | -      | -    | Cracovia Krakov |
| CELKEM 1. polská liga    | 230    | 3    |                 |